# Neàpolis de Cirenaica
Neàpolis va ser una ciutat de Cirenaica. Correspondria a la moderna ciutat de Mabny o Mably, suposada corrupció de l'antic nom, però no és exactament a la posició que li assigna Claudi Ptolemeu.